# Święte (gromada w powiecie konińskim)
Święte – dawna gromada, czyli najmniejsza jednostka podziału terytorialnego Polskiej Rzeczypospolitej Ludowej w latach 1954–1972.
Gromady, z gromadzkimi radami narodowymi (GRN) jako organami władzy najniższego stopnia na wsi, funkcjonowały od reformy reorganizującej administrację wiejską przeprowadzonej jesienią 1954 do momentu ich zniesienia z dniem 1 stycznia 1973, tym samym wypierając organizację gminną w latach 1954–1972.
Gromadę Święte z siedzibą GRN w Świętem utworzono – jako jedną z 8759 gromad na obszarze Polski – w powiecie konińskim w woj. poznańskim, na mocy uchwały nr 25/54 WRN w Poznaniu z dnia 5 października 1954. W skład jednostki wszedł obszar dotychczasowej gromady Święte, ponadto miejscowości Patrzyków i Nowy Czarków z dotychczasowej gromady Patrzyków oraz miejscowości Buławy, Grabczyna, Górka, Grabowo, Huzarka, Kędziorki, Lichnowo, Osowce, Polic, Sakłak i Tobułka z dotychczasowej gromady Lichnowo ze zniesionej gminy Kramsk, a także miejscowość Milin z dotychczasowej gromady Milin ze zniesionej gminy Wysokie – w tymże powiecie. Dla gromady ustalono 10 członków gromadzkiej rady narodowej.
1 stycznia 1962 z gromady Święte wyłączono miejscowość Milin, włączając ją do gromady Wysokie w tymże powiecie, po czym gromadę Święte zniesiono, a jej (pozostały) obszar włączono do gromady Kramsk tamże.